# Neelam Jaswant Singh
Neelam Jaswant Singh (født 8. januar 1971 i Farmana) er en indisk diskoskaster.
Hun har en personlig rekord på 64,55 meter, som hun opnåede under asien legene Busan i 2002.
Under VM i 2005 blev hun testet positiv for pemolin.

## Karriere
| År   | Konkurrence        | Sted                | Resultat  | Noter       |
| ---- | ------------------ | ------------------- | --------- | ----------- |
| 1998 | Asia lekene        | Bangkok, Thailand   | 3. plads  |             |
| 2002 | Commonwealth Games | Manchester, England | 2. plads  |             |
| 2002 | Asien legene       | Busan, Sydkorea     | 1. plads  | 64.55 meter |
| 2003 | VM                 | Paris, Frankrig     | 12. plads |             |